# Mare de Déu del Pont
La Mare de Déu del Pont és una capella del poble de Lladrós, en el terme municipal de Vall de Cardós, a la comarca del Pallars Sobirà. És en territori de l'antic terme d'Estaon.
Està situada al nord-est del poble, a l'esquerra del Riu de Lladorre, a tocar i a migdia de la Font de la Ventosa. Hi mena, des de Lladrós i des de la carretera L-504, un curt camí que travessa el riu per un pont medieval, romànic.

## Aplec
Cada any per Sant Isidre s'hi fa un aplec. Aquesta Mare de Déu protegeix les parteres, a part d'haver fet altres proeses, segons tradició popular.